# Данжи
Данжи (фр. Dangy) насеље је и општина у северној Француској у региону Доња Нормандија, у департману Манш која припада префектури Сен Ло.
По подацима из 2011. године у општини је живело 651 становника, а густина насељености је износила 65,56 становника/km². Општина се простире на површини од 9,93 km². Налази се на средњој надморској висини од 115 метара (максималној 161 m, а минималној 70 m).

## Демографија
| 1962. | 1968. | 1975. | 1982. | 1990. | 1999. | 2011. |
| ----- | ----- | ----- | ----- | ----- | ----- | ----- |
| 517   | 533   | 515   | 565   | 605   | 604   | 651   |

График промене броја становника у току последњих година